# Bahnhof Petach Tiqwah – Qirjat Arjeh
Der Bahnhof Petach Tiqwah ─ Qirjat Arjeh (תַּחֲנַת הָרַכֶּבֶת פֶּתַח תִּקְוָה – קִרְיַת אַרְיֵה Tachanat haRakkevet …, Plene: …פתח תקווה – קריית אריה; arabisch محطة قطار بتاح تكفا كريات أريه, DMG Maḥaṭat qiṭār Bitāḥ Tikfā ─ Kiryāt Aryah) ist ein Umsteigebahnhof der Rakkevet Israel (RI) und des DanQal in Petach Tikwa, der als Durchgangsbahnhof der Jarqonbahn und als Endstation der Roten Linie der Stadtbahn DanQal dient.
Im Bahnhof halten Züge der Jarqonbahn seit 2008 sowie jene der Roten Line seit 18. August 2023. Mit 1.943.818 Reisenden im gewöhnlich verlaufenen Jahr 2019 lag der Bahnhof in puncto Frequenz auf Platz 26 unter den damals 68 Stationen Israels.

## Lage
In Qirjat Arjeh, einem Gewerbegebiet im Norden der Stadt Petach Tiqwah, befindet sich der Bahnhof Qirjat Arjeh auf der Jarqonbahn und einer Verzweigung der Roten Linie des Danqal, die im direkt anschließenden Depot Qirjat Arjeh (hebräisch מֶרְכַּז תִּפְעוּל וְתַחְזוּקָה Merkaz Tifʿūl wə-Tachsūqah, deutsch ‚Betriebs- und Wartungszentrum‘, minder förmlich: דֶּפּוֹ קִרְיַת אַרְיֵה Depō Qirjat Arjeh) des Danqal endet. Am Vorplatz steht das Stadion haMoschavah 450 Meter Wegs vom Bahnhof. Südlich angrenzend ist das Wohnviertel Em haMoschavot.
Im Bahnnetz ist auf der Jarqonbahn die östlich nächste Station Petach Tiqwah-Sgullah und westlich der Bahnhof Bnei Braq, auf der Zweigstrecke der Roten Linie folgt im Westen der Untergrundbahnhof Gescher Em haMoschavot in Bnei Braq. Zwischen Zügen der RI im Regional- und Fernverkehr auf der Jarqonbahn und der Roten Linie des Danqal besteht im Bahnhof Qirjat Arjeh Umstiegsmöglichkeit, eine von mehreren zwischen den beiden Systemen, die über den ganzen Gusch Dan verteilt sind.

## Geschichte
Im Industriegebiet Qirjat Arjeh einen Bahnhof einzurichten, sah erstmals der Plan Metro Groß Tel Aviv (הַמֵּטְרוֹ שֶׁל תֵּל־אָבִיב רַבָּתִי HaMetrō schel Tel Avīv Rabbatī) vor, den ein Expertenausschuss im Auftrag von Verkehrsminister Schimʿon Peres 1972 vorgelegt hatte. Dem Plan zufolge sollten sich bestehende Bahnstrecken und neue U-Bahn-Strecken unter den Kerngebieten im Gusch Dan ergänzen. Vom Bahnhof Qirjat Arjeh sollte es eine Verbindung zu einer weiteren U-Bahn-Linie unterm Zentrum Petach Tiqwahs geben (mit Station nahe dem alten Kopfbahnhof Petach Tiqwah).
Der Plan von 1973 für den Ajjalonkorridor (פְּרוֹזְדּוֹר אַיָּלוֹן Prōsdōr Ajjalōn) aus zweigleisiger Bahnstrecke und Ajjalon-Schnellweg (Kvisch ) mit vielstreifigen Richtungsfahrbahnen sah vor, die Autobahnen und Bahnstrecken, die am nördlichen (Jarqon- und Küstenbahn) und südlichen Stadtrand (Bahnstrecke Jaffa–Jerusalem, auch J&J-Linie) endeten, im Flussbett des zu kanalisierenden Ajjalon durch Tel Avivs Stadtgebiet zu verbinden. Der Korridor sollte Nahverkehrs- und Fernzüge ins Zentrum Tel Avivs und wieder hinaus führen. Die Verlegung von Gleisen im Ajjalonkorridor begann 1987 und seit 1993 ist er durchgehend befahren.
Erste geplante U-Bahn war eine Verbindung aus dem Zentrum Tel Avivs über die Lul'at haScharon (לוּלְאַת הַשָּׁרוֹן ‚Schleife der Scharon‘), nicht unähnlich dem Plan von 1972, in die nördlichen Vororte der Ebene Scharon einschließlich Petach Tiqwahs. Der eigentliche Bau begann dann 1997 mit Ausbau bestehender (Jarqonbahn), teils stillgelegter (Ostbahn) und Anlage neuer Schienenwege (Scharonbahn) von Tel Aviv, via Petach Tiqwah nach Kfar Saba. Teil dieses Projekts waren sieben Stationen, darunter diejenige in Qirjat Arjeh. Ab 2000 war die gesamte Jarqonbahn durchgehend bis Rosch haʿAjin Darom auf der Ostbahn modernisiert und wieder für Reisezüge in Betrieb.

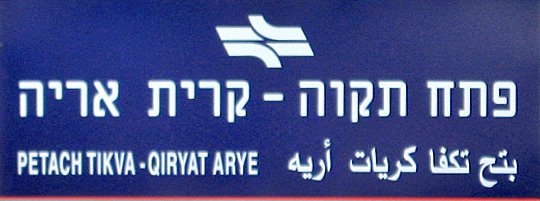
Bahnhofsschild, 2007

Der Bau des Bahnhofs Qirjat Arjeh wurde Ende 2002 erstmals ausgeschrieben, was die Rakkevet Israel jedoch bald zurückzog, denn sie beschloss, den Bahnhofsbau mit dem zweigleisigen Ausbau der Ostbahn und dem Ausbau zur Lulʾat haScharon bis zum Bahnhof Kfar Saba am östlichen Ende der Scharonbahn zu kombinieren.

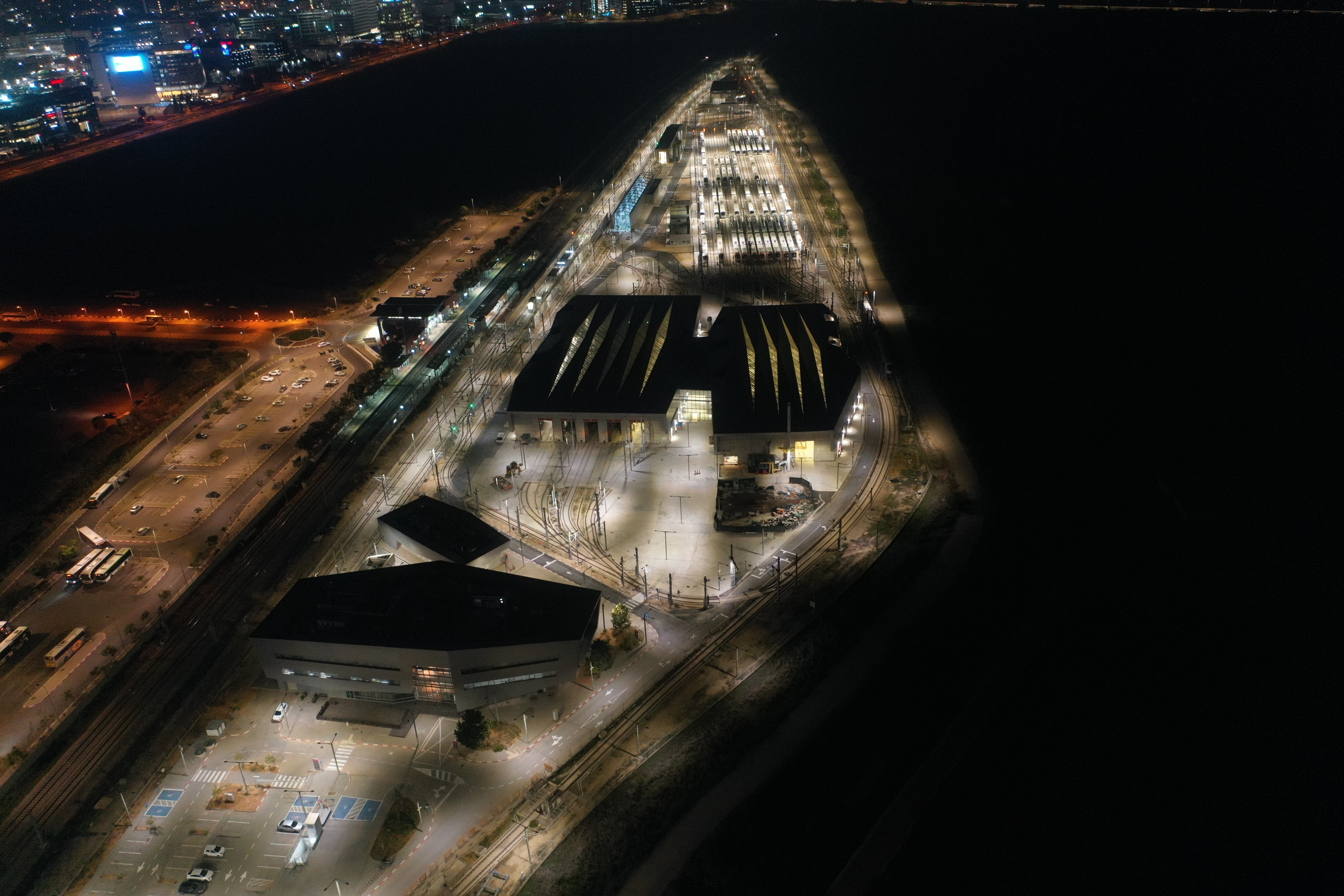
Vorplatz (li.), Bahnhof (Mi.) und Depot (re.) in nächtlicher Illumination, 2022

## Bahnhof und Verbindungen
Die Errichtung des Bahnhofsteils der RI wurde 2004 neu ausgeschrieben. Der Architekt Schlomo Gertner gewann den Auftrag, schuf die Konstruktionspläne und leitete den Bau. Der Bau begann Anfang 2005, obwohl gemäß Ausschreibung die Arbeiten binnen Jahresfrist abgeschlossen sein sollten. Die Eröffnung des Bahnhofs wurde zunächst auf 2007 verschoben, der Bahnhof erschien schon im Kursbuch, und verzögerte sich bis Schabbatende Sonnabend Abend, den 3. Mai 2008, wo die festliche Einweihung stattfand.
Der Bau an Stadtbahngleisen und Perrons für den Bahnhof Qirjat Arjeh und der Danqal-Werkstätte Depot Qirjat Arjeh begann 2010. Am 27. November 2022 wurde nach zweijährigen Erweiterungsarbeiten für die Rote Linie das Empfangsgebäude renoviert und um einige Verbesserungen reicher dem Publikum übergeben. Während der Bahnhof bereit dafür ist, den Betrieb auf der Roten Linie aufzunehmen, ist ein Termin dafür nicht sicher zu nennen, da sich die Signaltechnik-Software der Alstom bislang nicht störungsfrei in die übrige Computertechnik einbinden lässt.

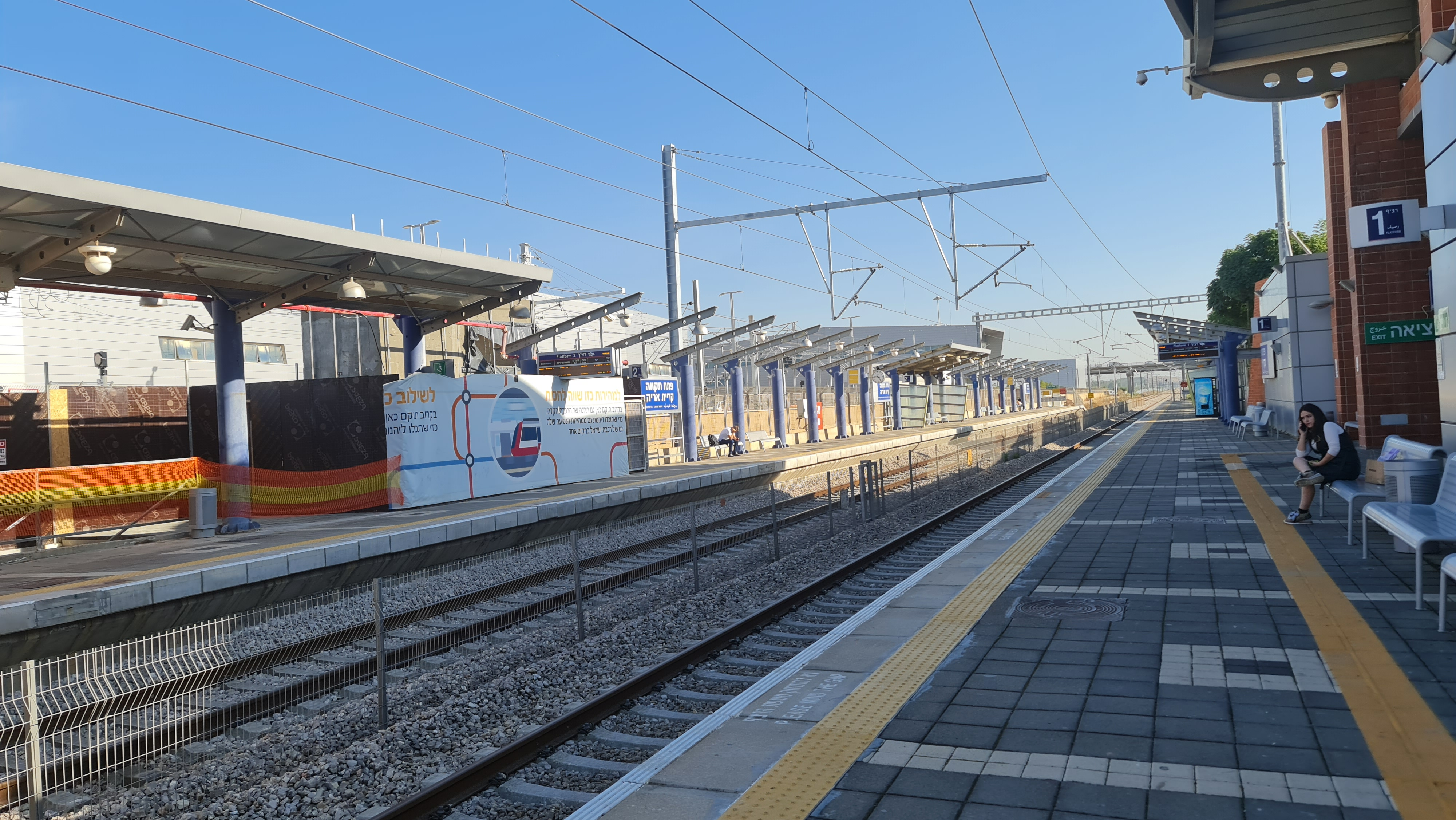
Baustelle auf dem künftigen Mittelbahnsteig, 2022

Vom südlichen Entrée gelangt man direkt in die Passagierhalle, an der ebenerdig der südliche Bahnsteig am Gleis 1 anliegt. Eine Unterführung beginnt in der Halle und stellt die Verbindung zu den übrigen drei Bahnsteigen her, alles Seitenbahnsteige außen an den jeweils mittig nebeneinanderliegenden Gleisen beider Strecken. Obwohl getrennt nach Betreibern, bilden die Bahnsteige zwischen Jarqonbahn und Roter Linie einen gemeinsamen Mittelbahnsteig. Die Bahnsteige sind jeweils einzeln überdacht.

Qirjat Arjeh: Plan der Jarqonbahngleise mit Empfangsgebäude (aubergine) und Fußgängertunnel (beige) zu den Außenbahnsteigen (grün), 2008

Im zweiten Quartal 2021 wurde der Oberbau auf den Gleisen 1 und 2 erhöht, um für die neuen Triebwagen des Modells Siemens Desiro HC auf der Jarqonbahn die Höhe bis zur Bahnsteigkante anzupassen. Seither beträgt die Höhe der Bahnsteige 76 Zentimeter statt vorheriger 96. Ferner kommen im Reiseverkehr der Jarqonbahn Bombardier-Doppelstockwagen und Bombardier-Traxx-Lokomotiven zum Einsatz. Im August 2020 begann die spanische Firma Sociedad Española de Montajes Industriales (SEMI) die Jarqonbahn per Oberleitungen mit Wechselspannung von 25 kV und einer Frequenz von 50 Hz zu elektrifizieren, was bis 19. November 2021 abgeschlossen war.
Am 25. Dezember 2021 nahm die RI dann ihre Regionalbahnverbindung Rote Linie von Herzlia via die Lul'at haScharon und damit Qirjat Arjeh nach Aschqelon in geänderter Linienführung in Betrieb. Das ehemalige südliche Ende der Roten Linie auf der noch nicht elektrifizierten Westlichen Negevbahn bis Beʾer Scheva bedienen seither die dunkel- und hellblauen Regionallinien. Die Reisezüge verkehren in der Stoßzeit viertelstündlich Richtung Herzlia und in die Gegenrichtung bis Aschqelon halbstündlich, und stündlich dann jeweils in verkürzter Führung bis Aschdod bzw. noch kürzer nur bis Rischon LeZion – Moscheh Dajjan, letztere beide Verbindungen zudem ohne Halt in den je zwei Bahnhöfen Cholons und Bat Jams. Außerhalb der Hauptverkehrszeiten halten zwei Züge pro Stunde und Richtung.
| Linie                                                             | Strecke | Taktfrequenz          |
| ----------------------------------------------------------------- | --- | --------------------- |
| Rote Linie der RI (Herzlia − Aschqelon) über die Lulʾat haScharon | Herzlia • Raʿanannah – Maʿarav • Raʿanannah – Darom • Hod haScharon – Sokolow • Kfar Saba – Nordau • Rosch haʿAjin – Zafon • Petach Tiqwah – Sgullah • Petach Tiqwah – Qirjat Arjeh • Bnei Braq • Tel Aviv – Universsitah • Tel Aviv – Savidor Merkaz • Tel Aviv – haSchalom • Tel Aviv – haHaganah • Zomet Cholon • Cholon – Wolfson • Bat Jam – Josephthal • Bat Jam – Qomemijjut • Rischon LeZion – Moscheh Dajjan • Javneh – Maʿarav • Aschdod – ʿAd Halom • Aschqelon | Stoßzeit: alle 15 min |
| Linie (Rote Linie) des DanQal (Petach Tiqwah – Bat Jam)           | Petach Tiqwah – Qirjat Arjeh • Gescher Em haMoschavot • Aharonowicz • Ben-Gurion • Bialik • Abba Hillel • Arlosoroff • Schaʾul haMelech • Jehudit • Carlebach • Allenby • Elifelet • Salameh • Itzṭadjon Bloomfield • Ehrlich • Issakoff • HaBESch"Ṭ • Machroset • HaʿAtzmaʾut • Rothschild • Jabotinsky • Balfour • Binjamin • Josephthal (Danqal) • Kaf Ṭet beNovember • HaʿAmal • HaQomemijjut (Danqal)                                                                 |                       |

### Schienenungebundener Verkehr

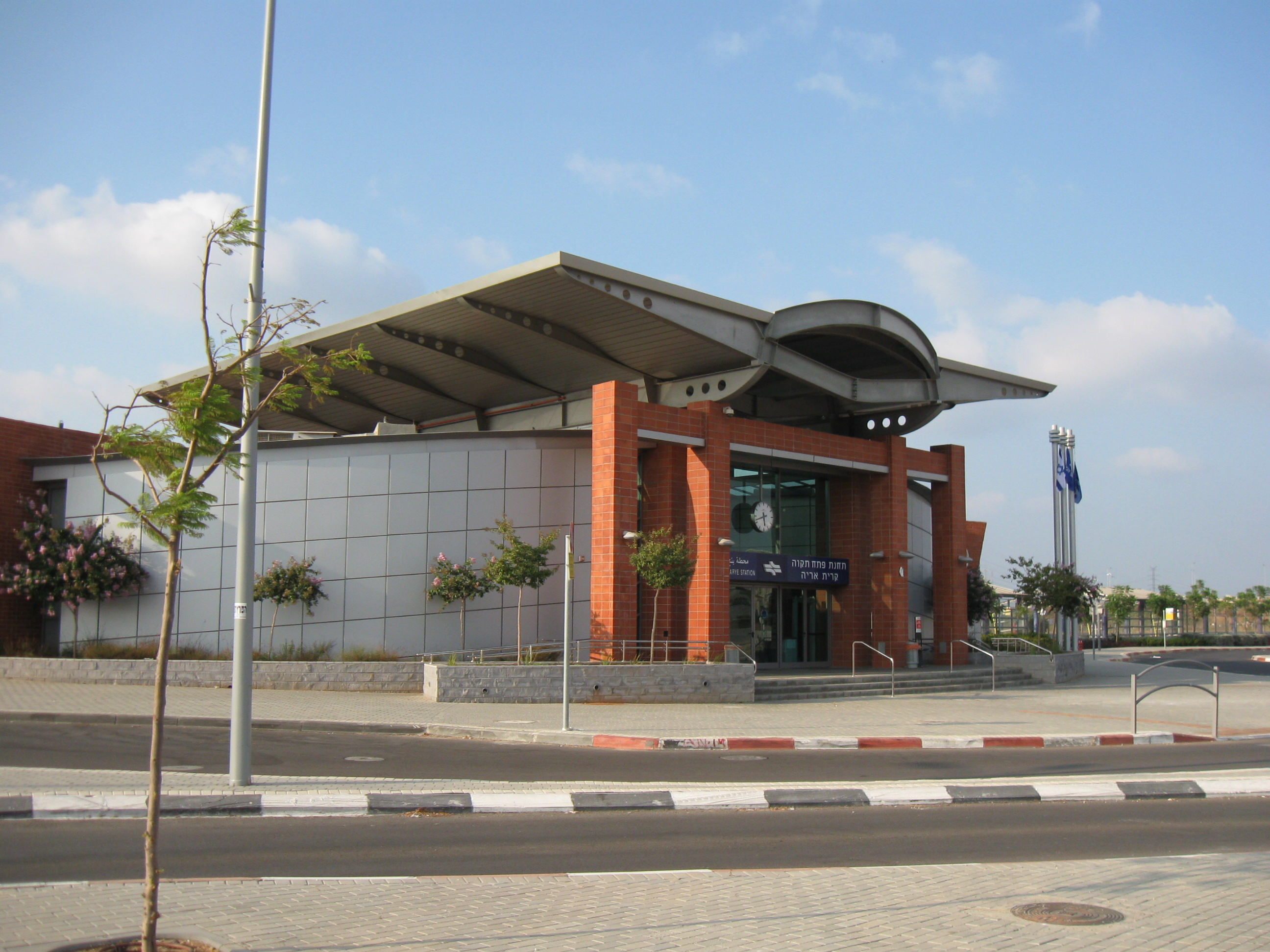
Eingang zum Vorplatz, 2010

Das Empfangsgebäude des Bahnhofs öffnet sich zum südlichen Vorplatz, wo Verbindungen zum Überland- und städtischen Busverkehr verschiedener Anbieter (Afiqim, Dan, Egged, Metropoline und Qawim) bestehen. Reichlich Stellplätze stehen in Rahmen des P + R für Pendler zur Verfügung. Auf dem Vorplatz bieten Fahrradgaragen niederländischer Bauart und fest installierte Kompressorpumpen Reisenden, die per Rad jeweils an- und abreisen, entsprechende Annehmlichkeit.